# Crassula vaillantii
Crassula vaillantii és una espècie de planta suculenta del gènere Crassula de la família de les Crassulaceae.

## Taxonomia
Crassula vaillantii Roth va ser descrita per Albrecht Wilhelm Roth i publicada a Enumeratio Plantarum Phaenogamarum in Germania 1(1): 992. 1827.
Etimologia
- Crassula: nom genèric que prové del llatí crassus, que significa 'gruixut', en referència a les fulles suculentes del gènere.[2]
- vaillantii: epítet atorgat en honor del botànic francès Sébastien Vaillant.[2]

Sinonímia
- Tillaea vaillantii Willd.
- Bulliarda vaillantii (Willd.) DC.